# Marlen Jöhrend
 (janvier 2025).
Si vous disposez d'ouvrages ou d'articles de référence ou si vous connaissez des sites web de qualité traitant du thème abordé ici, merci de compléter l'article en donnant les références utiles à sa vérifiabilité et en les liant à la section « Notes et références ».
Marlen Jöhrend, née le 2 janvier 1986 à Rostock, est une coureuse cycliste allemande.

## Biographie
Elle quitte l'Équipe cycliste féminine Argos-Shimano fin mai 2013.

## Palmarès sur route
- 2004
  - Rund um Ascheffel
- 2006
  - 3e de Köln - Schuld - Frechen
- 2008
  - Buchloer Citykriterium
  - 2e de Sparkassen Giro
- 2009
  - 2e et 4e étapes du Tour of Chongming Island
  - 2e du championnat d'Allemagne sur route
  - 2e du Tour of Chongming Island
  - 3e de Main-Spessart Rundfahrt
- 2011
  - 2e de la Novilon Euregio Cup
  - 2e de la Omloop van de IJsseldelta

### Grands tours

#### Tour d'Italie
- 2009 : 72e

### Classements mondiaux
| Année                                 | 2009 | 2010 | 2011 | 2012 |
| ------------------------------------- | ---- | ---- | ---- | ---- |
| Classement UCI                        | 47e  | nc   | 405e | 197e |
|                                       |      |      |      |      |
| Légende : nc = non classéSource : UCI |      |      |      |      |